# 鄭守讓
鄭守讓（1920年2月10日—2010年6月28日），曾用名鄭明能，是台灣「櫻花鉤吻鮭之父」，據鄭守讓家族譜所載其為東寧延平王鄭成功第九世裔孫，屬於鄭成功六子鄭寬一系，先祖因避禍居住於現今高雄市橋頭區，晚年長住宜蘭縣南澳鄉。

## 生平
鄭守讓父親是台南地主鄭子香，母親是朱淑蓮，共育有鄭守忠、鄭守義、鄭守節、鄭守孝、鄭守良、鄭守讓、鄭招治及鄭助治。早年他與二哥守義、四哥守孝皆留學日本，惟日後兩位兄長大學畢業後都入讀黃埔軍校，留學期間他就讀於東京帝國大學，且與日本日後的明仁天皇皆拜讀於日本魚類專家木村重門下，也因同窗之誼，每逢過年他都會收到明仁天皇的親筆賀卡。他在日本的生活持續到1937年，後來不滿日本殖民政策而赴南京工作，與此同時爆發了七七事變，為免日本人查緝，改名為「鄭明能」。
1972年，林務局委託東海大學，展開「大甲溪上游水源水質環境與高山魚類生態之調查」，以鄭守讓、歐保羅及于明振為主的研究團隊，針對櫻花鉤吻鮭的生態進行了長時間的調查工作，並且計劃在桃山建造櫻花鉤吻鮭的自然繁殖場。
1976年，在林務局的支持之下，鄭守讓進行新店溪上游的水質與魚類生態保護調查。之後又在七家灣溪進行櫻花鉤吻鮭的保育與研究。
1985年，行政院農業委員會委由鄭守讓開始對台灣鮭魚展開復育工作，由僅存的六尾，歷經三年的細心復育，發展成三千多尾的穩定族群，才移交給政府來接手後續的相關工作，所以鄭守讓有台灣「櫻花鉤吻鮭之父」一稱。

## 逸聞
鄭守讓身材瘦小，卻有強健的體魄與過人的膽識，常常獨自一人進入深山數週，足跡踏遍中央山脈。台灣的山林動植物，如數家珍，最喜別人稱呼他「自然學博士」。
鄭寬後裔真偽
石井鄭氏後裔之一的鄭夢彪於《晉邑史林》以「質疑『鄭守讓是鄭成功世孫』」一文對「鄭明能」提出了四點質疑，第一點鄭明能最初自稱是第十世孫而非第九世孫，第二是鄭明能沒有在石井鄭氏延平郡王祠完成認祖歸宗，第三點鄭明能的身分未獲石井鄭氏的確認，第四點鄭明能沒能證明其族譜排序與石井鄭氏相同。2005年8月23日，鄭明能終以DNA鑑定為鄭助治有血緣關係而獲戶政機關同意更名為鄭守讓，回歸鄭氏族譜字輩。

## 外部連結
- 《時報週刊》2007年7月16日報導。 （页面存档备份，存于）
- 鄭明能接受訪談紀錄 （页面存档备份，存于）
- 台灣櫻花鉤吻鮭與香魚之父--鄭明能